# Comuna Zăvoaia, Brăila

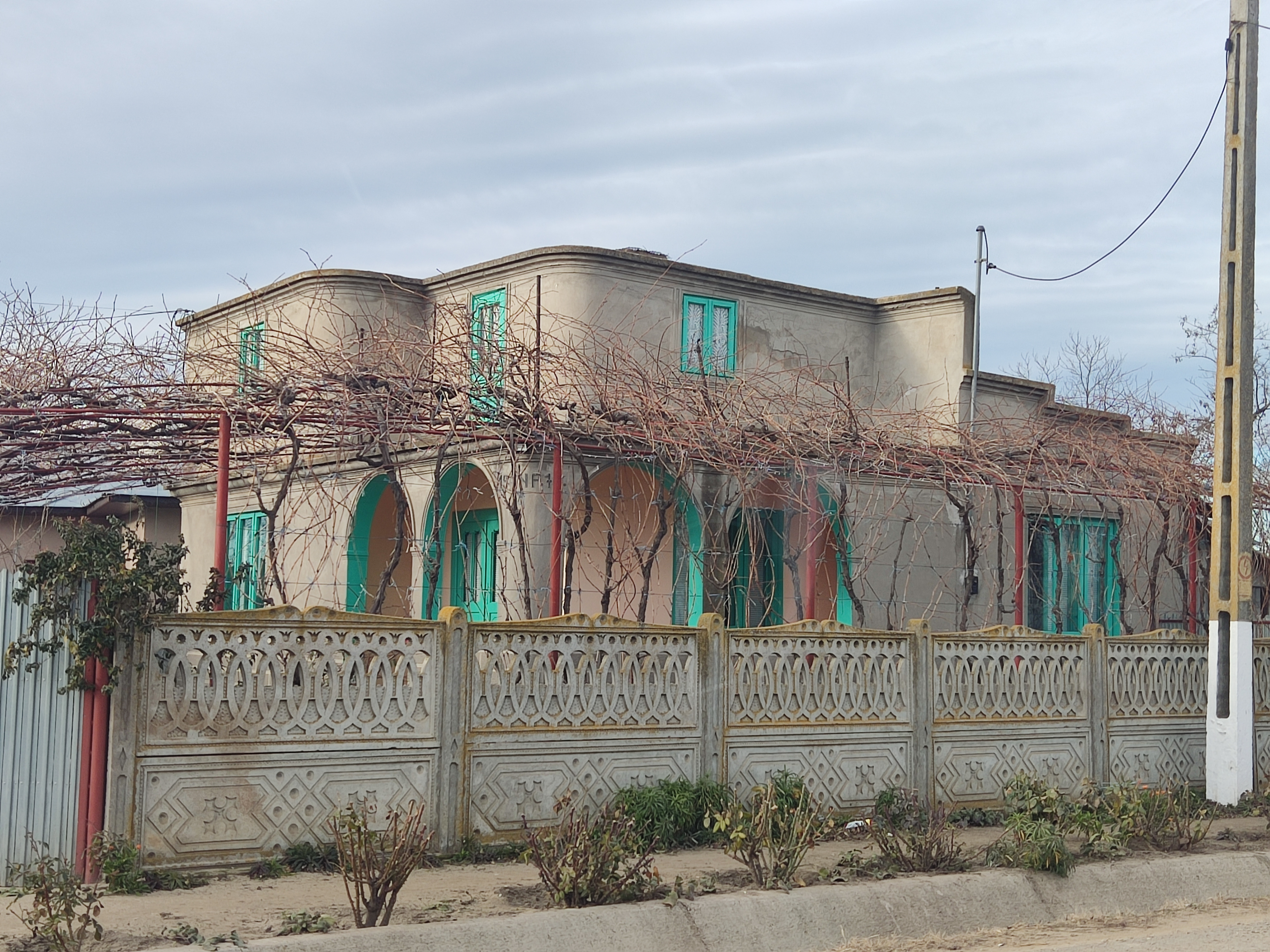

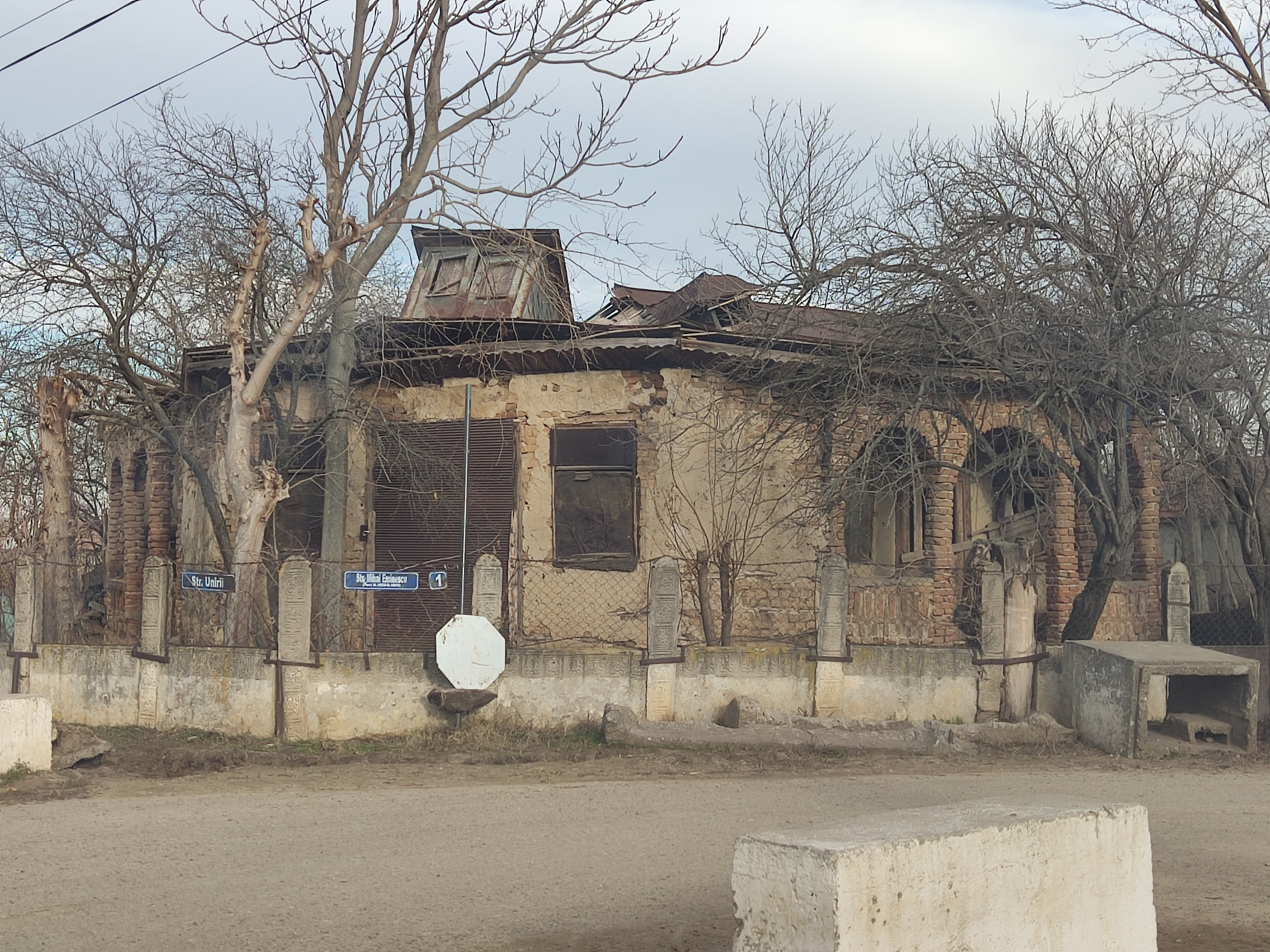

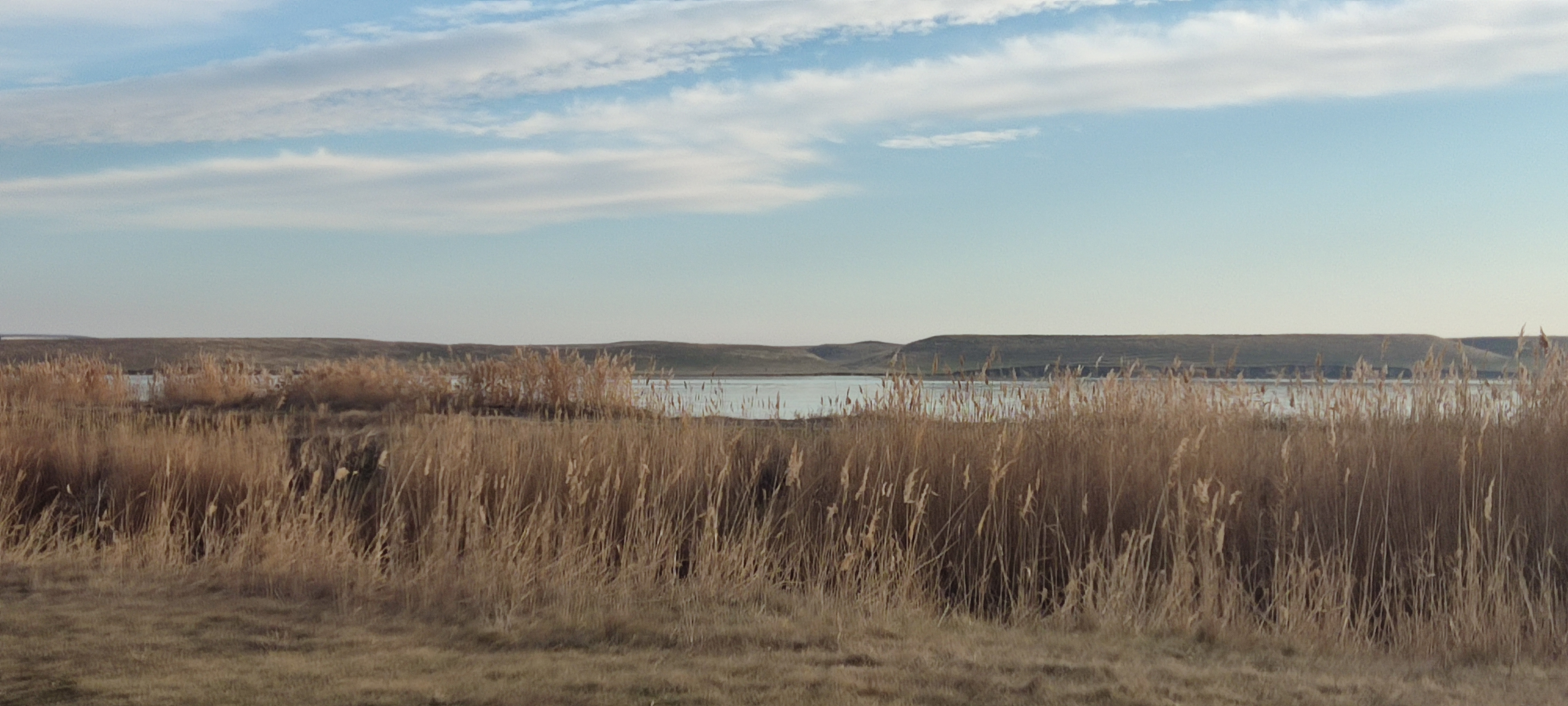
Lacul Zavoaia

Zăvoaia (în trecut, Slujitori-Albotești) este o comună în județul Brăila, Muntenia, România, formată din satele Dudescu și Zăvoaia (reședința).

## Așezare
Comuna se află în partea sud-vestică a județului. Este traversată de șoseaua județeană DJ203, care o leagă spre este de orașul Însurăței (unde se termină în DN21) și spre est și nord de Ulmu, Făurei (DN2B), Jirlău și Valea Râmnicului (ultima în județul Buzău). La Zăvoaia și la Dudescu, acest drum se intersectează cu șoseaua județeană DJ211, care duce spre nord la Ianca (DN2B) la Roșiori și mai departe la Grivița (județul Ialomița; unde se termină în DN2C).

## Demografie
Componența etnică a comunei Zăvoaia
     Români (92,52%)
     Alte etnii (0,54%)
     Necunoscută (6,94%)
Componența confesională a comunei Zăvoaia
     Ortodocși (92,84%)
     Alte religii (0,07%)
     Necunoscută (7,08%)
Conform recensământului efectuat în 2021, populația comunei Zăvoaia se ridică la 2.795 de locuitori, în scădere față de recensământul anterior din 2011, când fuseseră înregistrați 3.152 de locuitori. Majoritatea locuitorilor sunt români (92,52%), iar pentru 6,94% nu se cunoaște apartenența etnică. Din punct de vedere confesional, majoritatea locuitorilor sunt ortodocși (92,84%), iar pentru 7,08% nu se cunoaște apartenența confesională.

## Politică și administrație
Comuna Zăvoaia este administrată de un primar și un consiliu local compus din 11 consilieri. Primarul, Stănică Drugău[*], de la Partidul Național Liberal, este în funcție din 2012. Începând cu alegerile locale din 2024, consiliul local are următoarea componență pe partide politice:
|  | Partid                          | Consilieri | Componența Consiliului | Componența Consiliului | Componența Consiliului | Componența Consiliului | Componența Consiliului | Componența Consiliului | Componența Consiliului |
|  | ------------------------------- | ---------- | ---------------------- | ---------------------- | ---------------------- | ---------------------- | ---------------------- | ---------------------- | ---------------------- |
|  | Partidul Național Liberal       | 7          |                        |                        |                        |                        |                        |                        |                        |
|  | Partidul Social Democrat        | 3          |                        |                        |                        |                        |                        |                        |                        |
|  | Alianța pentru Unirea Românilor | 1          |                        |                        |                        |                        |                        |                        |                        |

## Istorie
Satul de reședință al comunei a apărut în 1834 și a luat numele de Slujitori-Albotești deoarece mulți dintre locuitori proveneau de la Albota și efectuau serviciu militar ca dorobanți la isprăvnicia din Focșani.
La sfârșitul secolului al XIX-lea, comuna Slujitori-Albotești făcea parte din plasa Călmățuiul a județului Brăila și era formată din satele Slujitori-Albotești și Gherghești, având în total 1204 locuitori. În comună funcționau o moară cu aburi, o școală și o biserică fondată de locuitori în 1873. În acea perioadă, satul Dudescu alcătuia o comună separată, eponimă, în care locuiau 700 de locuitori. Comuna avea o școală mixtă cu 33 de elevi, o moară de vânt și o biserică fondată de fostul proprietar Ștefan Jianu.
În 1925, cele două comune făceau parte din plasa Ianca a aceluiași județ; fiecare din ele era formată doar din satul de reședință, iar Slujitori-Albotești avea 1588 de locuitori, în vreme ce Dudescu avea 1100.
În 1950, cele două comune au fost incluse în raionul Făurei din regiunea Galați. Comuna Dudescu a fost la un moment dat desființată și inclusă în comuna Slujitori-Albotești, denumită Zăvoaia. În 1968, comuna Zăvoaia a redevenit parte a județului Brăila, reînființat.

## Monumente istorice
Singurul obiectiv din comuna Zăvoaia inclus în lista monumentelor istorice din județul Brăila ca monument de interes local este fântâna cu cumpănă, aflată la sud-vest de biserica din satul Zăvoaia, fântână ridicată în secolul al XIX-lea și clasificată drept monument memorial sau funerar.